# جيرالد غاردنر (رياضياتي)
جيرالد غاردنر (بالإنجليزية: Gerald Gardner)‏ هو رياضياتي أمريكي، ولد في 2 مارس 1926، وتوفي في 25 يوليو 2009 بسبب ابيضاض الدم.